# Dendrobium vinosum
Dendrobium vinosum är en orkidéart som beskrevs av Rudolf Schlechter. Dendrobium vinosum ingår i släktet Dendrobium, och familjen orkidéer. Inga underarter finns listade i Catalogue of Life.